# Kontrakcja objętości

Wykres kontrakcji objętości w mieszaninie wody z etanolem

Kontrakcja objętości (łac. contractio „skurczenie”) – zjawisko fizyczne polegające na zmianie objętości roztworu lub mieszaniny na skutek reakcji chemicznej lub oddziaływań międzycząsteczkowych pomiędzy składnikami mieszaniny.
W przypadku roztworów i mieszanin, w których nie zachodzą reakcje chemiczne, kontrakcja objętości prowadzi prawie zawsze do zmniejszania jej objętości, co wynika z obniżonej ruchliwości jej cząsteczek na skutek powstawania ich aglomeratów, połączonych oddziaływaniami elektrostatycznymi lub wiązaniami wodorowymi. Gdy jednak doda się do takiej mieszaniny czynnik rozbijający aglomeraty, kontrakcja objętości ma charakter odwrotny i prowadzi do większego wzrostu objętości mieszaniny niż objętość nowo dodanej substancji.
Przykładem mieszaniny, która ma mniejszą objętość niż użyte do jej sporządzenia składniki, jest mieszanina wody i etanolu (alkoholu etylowego). Za kontrakcję objętości odpowiedzialne są w tym przypadku wiązania wodorowe powstające pomiędzy atomami wodoru grupy hydroksylowej etanolu a wolnymi parami elektronowymi na atomie tlenu w cząsteczce wody.
Kontrakcja objętości może też zachodzić na skutek reakcji chemicznej. Dotyczy to zwłaszcza reakcji zachodzących w fazie gazowej, choć występuje również w cieczy. W przypadku, gdy efektem reakcji chemicznej jest zmniejszenie liczby cząsteczek (np. w reakcjach addycji), dochodzi do zmniejszenia się objętości mieszaniny. Gdy na skutek reakcji dochodzi do wzrostu liczby cząsteczek (np. w reakcjach rozpadu), następuje wzrost objętości mieszaniny.